# Convento de Santa Rosa de Ocopa
El Convento de Santa Rosa de Ocopa se halla en el distrito de Santa Rosa de Ocopa, provincia de Concepción, departamento de Junín, en el Perú. Fundado por la orden franciscana para servir como sede de un colegio de misioneros, actualmente es un museo y guarda una magnífica biblioteca así como una nutrida pinacoteca. Es un auténtico “relicario del Perú”, como lo llamó José de la Riva Agüero y Osma.

## Ubicación
Está ubicado a 3.360 m s. n. m., en un clima sano y seco, de eterna primavera, rodeado de árboles. Se halla a 5.5 km al noreste de la ciudad de Concepción y a 25 km al noroeste de Huancayo, Perú. Se llega a través de dos vías; la primera, saliendo de Concepción por la Alameda, dirección Nor-Este, pasando el Hotel Huaychulo, el Anexo de Alayo, y luego tomar el desvío a Santa Rosa de Ocopa; la segunda, siguiendo la carretera Central (margen izquierda del Río Mantaro) hasta el Distrito de Matahuasi, tomando el desvío hacia el Este, y pasando por el Anexo de Huanchar para llegar al Convento de Ocopa.

## Historia
El Convento de Santa Rosa de Ocopa fue fundado en 1725 por fray Francisco Jiménez de San José (aunque hay fuentes que data de 1724), padre franciscano y fue bautizado con dicho nombre por situarse cerca de una capilla dedicada a la santa limeña. El propósito era establecer un colegio de misioneros que sirviera de punto de partida fundamental de la evangelización católica hacia los puntos más remotos de la selva. 
Luego de erigida la institución, se preparó la celda para los misioneros, y oficinas para el convento; se obtuvo la colaboración de un grupo de frailes que pasaron a establecerse en ese lugar (1734), y cuando el fundador murió en 1736, ya era notoria la difusión de su obra. 
De Ocopa, en 1757, salió el fraile Alonso Abad, descubridor del paso que lleva su nombre en la Cordillera Azul. Y fueron estas misiones las que exploraron el Huallaga, el Marañón y el Ucayali, ganándolas definitivamente para el territorio peruano. Prácticamente la mayoría de las misiones que se adentraron en la selva peruana partieron de Ocopa. 

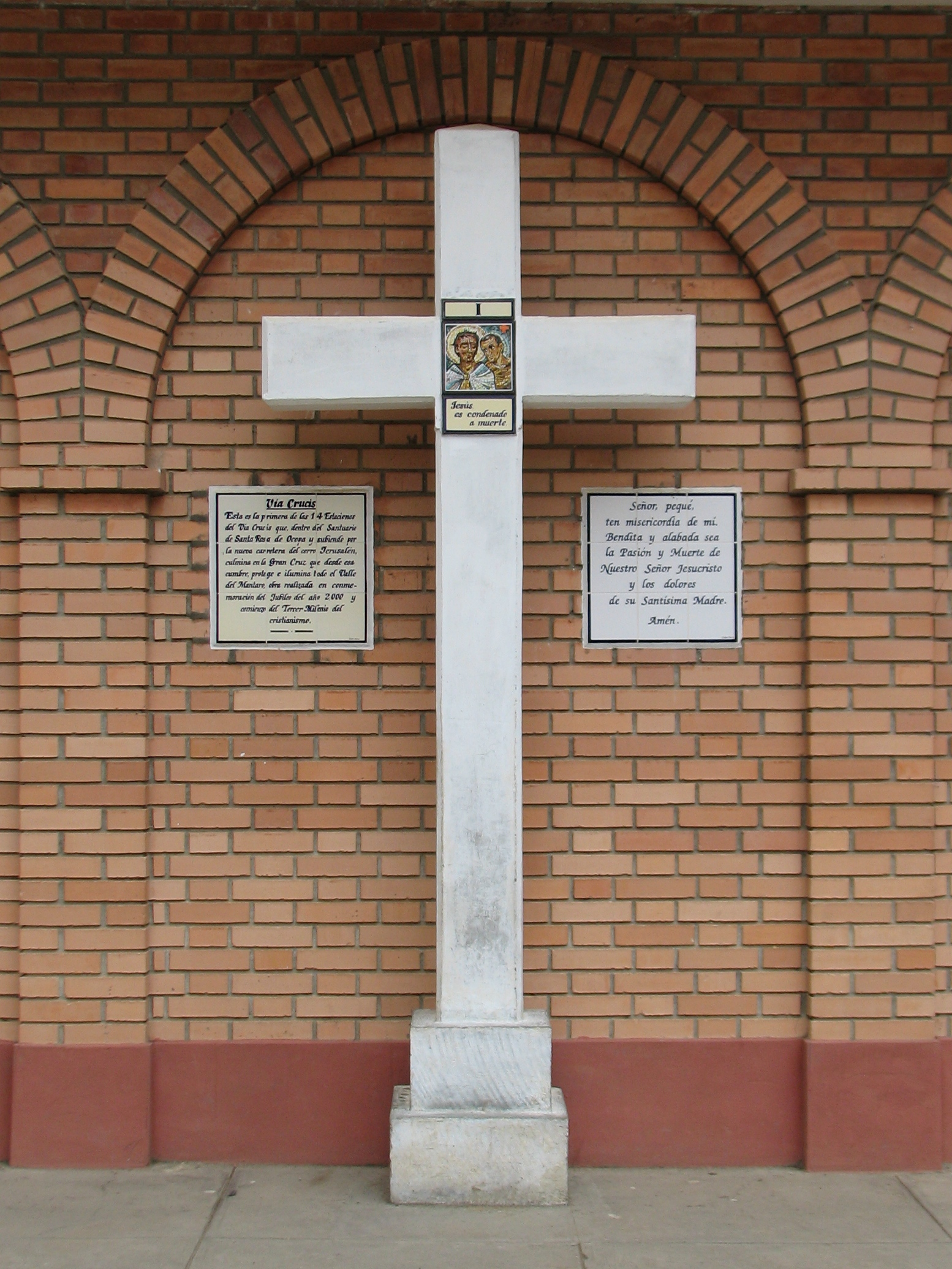
Cruz de la primera estación del Vía Crucis del convento.

Su importancia fue reconocida por el comisario de límites Francisco Requena, cuando propuso al rey que se extendiese la autoridad de aquel colegio a todas las misiones de Maynas (gobernación que aconsejó que se reincorporara al virreinato del Perú, lo que ocurrió en 1802).
Ya en época de la emancipación, los misioneros franciscanos del convento vivieron gran zozobra. En 1824, sufriendo persecución, acudieron a refugiarse a la fortaleza del Callao, pero el brigadier español José Ramón Rodil que a la sazón resistía en la fortaleza chalaca, los rechazó a balazos. De otro lado, el Libertador Simón Bolívar encontró “enteramente desatendidas las misiones”, y debido a que allí solo se empleaban misioneros venidos de España, dispuso que el colegio fuera clausurado, y que se fundara en su lugar un colegio para los hijos de los patriotas de la provincia de Jauja (1.º de noviembre de 1824).
El colegio permaneció cerrado durante 12 años, hasta que en marzo de 1836 el presidente Luis José de Orbegoso autorizó sus reapertura y el retorno de los frailes, para que continuaran con su misión de evangelizar y civilizar a las etnias de la Amazonia.

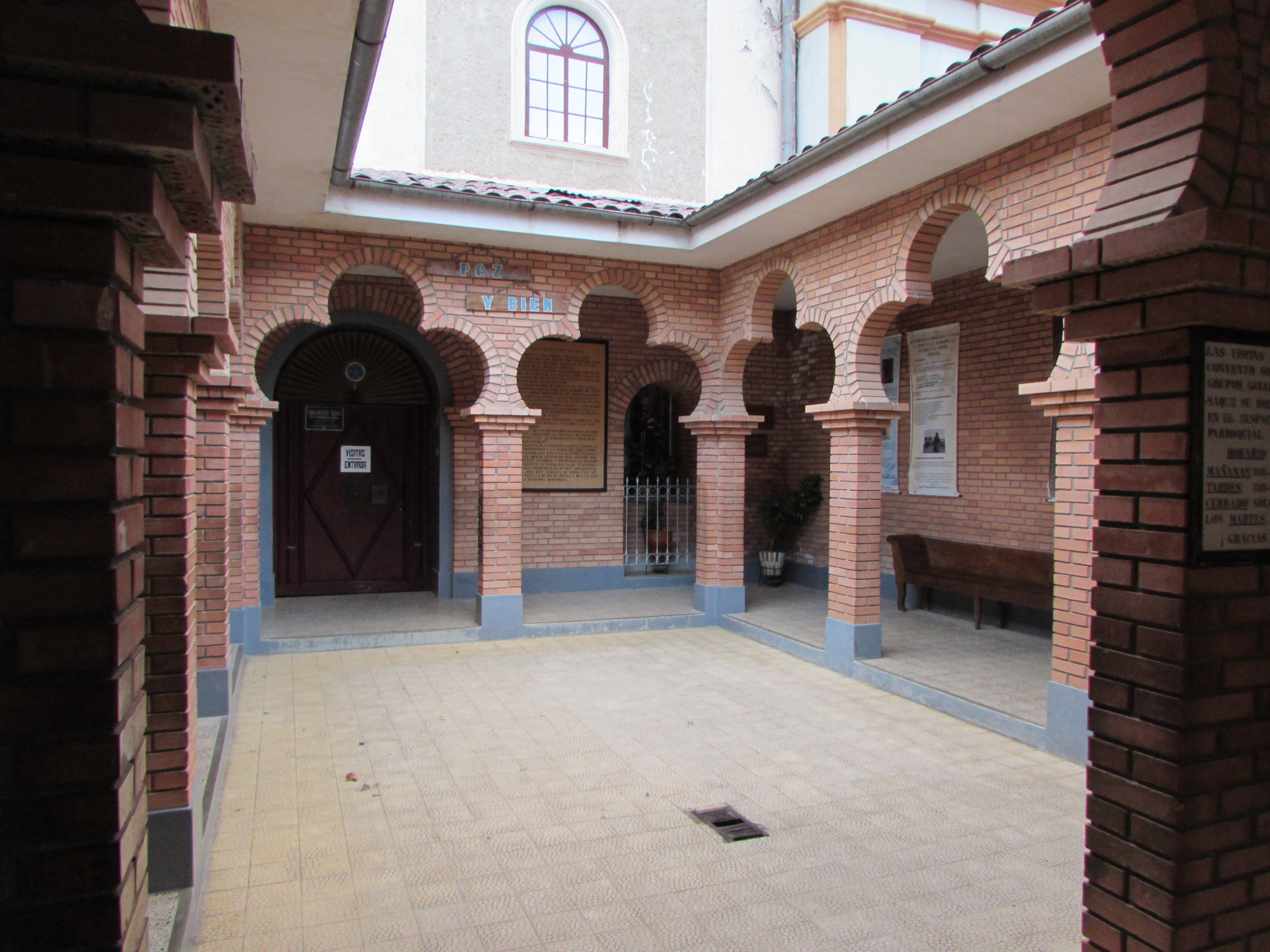
Claustrillo ubicado a la entrada del Convento, antes de ingresar al Museo de Arte Religioso.

El 22 de febrero de 1838 ocuparon el antiguo local los misioneros italianos y españoles que desde Europa enviara fray Andrés Herrero, comisario general de la orden franciscana para la América Meridional; y un decreto promulgado por el presidente Ramón Castilla en 1849 reconoció la existencia de la institución.
En 1970 se acondicionó un salón para que sirviera de pinacoteca, especialmente por instigación del padre Lorenzo Pelossi, franciscano y pintor italiano superior que vivió en Ocopa la mayor parte de su vida hasta el año 2003 en que falleció.
En 1990 el templo se quemó, perdiendo así mucho material que se había recolectado a lo largo de los años, aunque fue restaurado en su mayor parte.

## Claustros

### Claustro de la Portería
Es el primer claustro que se observa al ingresar al Convento y el más antiguo de los cuatro. Se acabó de construira fines del siglo XVIII, en tiempo del P. Pedro González de Agüeros, de dos pisos y en hermoso estilo colonial, con toda la decoración labrada en piedra. Pero una desacertada restauración hecha en 1920 malogró aquellas bellezas. En la actualidad consta de tres pisos. En el centro del jardín se levanta una pileta de tres cuerpos, obra del artesano nativo Catalino Mártinez, vecino del pueblo de Santa Rosa, que data de 1960.
Lo más notable de este claustro es la estupenda colección de cuadros del Vía crucis, tallados en piedra de Huamanga. Es obra antigua, posiblemente del siglo XVIII, y se ignora por quien hayan sido ejecutados.

#### Capilla de la Misericordia
Antes de pasar al siguiente Claustro, se le muestra al visitante una hermosa obra de arte guardada en la Capilla de la Misericordia, contigua a la Sacristía. Sobre la puerta de esta capilla se aprecia una pintura del Rostro del Señor en agonía, con los siguientes versos:

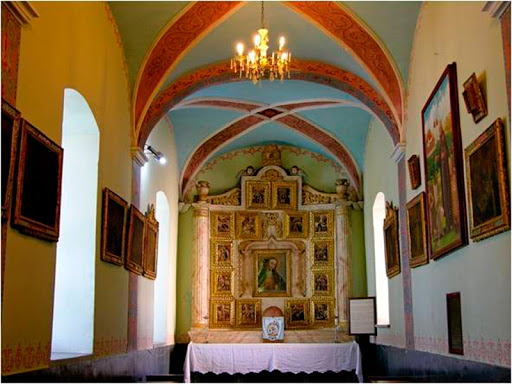
Capilla de la Misericordia, en la que se encuentran los restos del fundador del Convento.

"El verme así no te asombre, pues es mi amor tan sin par, que aquí me he puesto a pensar si hay más que hacer por el hombre".
De esta Capilla ha escrito Aurelio Miró Quesada: "Si a Ocopa se le ha llamado El Relicario del Perú, la Capilla de la Misericordia, sin duda alguna, es el relicario del Convento. Habitación sencilla, con techo abovedado y sillones antiguos, encima del altar se ve la imagen de una Virgen lozana, con la inscripción: NUESTRA SEÑORA DE LA MISERICORDIA, sudó y lloró el 29 de setiembre de 1675. Rodeando la imagen, catorce cuadros en piedra de Huamanga policromada y con marcos dorados, en que se recuerdan escenas de la vida de Santa Rosa de Lima, que es la Patrona del Convento. En una de las paredes, las reliquias del Fundador, Fr. Francisco de San José, y sobre ellas su retrato: los ojos muy abiertos, la barba algo saliente y el cuerpo extraño y alargado como un cuadro del Greco, aparece el ilustre Franciscano entre indios de rodillas y ramajes de ceibas. (Cf. Costa, Sierra y Montaña, Lima, 1940-41).
Mons. Berroa, en su Monografía de Huánuco, dice: "En un libro de José Llano Zapata, Historia de las imágenes, hemos encontrado este dato: en la iglesia que los Jesuitas tienen en el Callao, se veneraba una imagen de Nuestra Señora de la Misericordia, que el 29 de setiembre de 1675, lloró y sudó. Creemos - continúa Monseñor - que esta imagen es la misma que tienen los Padres de Ocopa, pues en el marco del cuadro sólo se lee en cuanto a la fecha: 29 de setiembre de 16".
La Pintura de la Virgen tiene cierto aire de la escuela italiana, pues es copia del fino artista Pedro Ramírez de un cuadro europeo. Los 14 valiosos cuadros en piedra de Huamanga, representando escenas de la Vida de Santa Rosa, han sido tallados probablemente en el siglo XVIII y fueron obsequiados al fundador del Convento. En la misma capilla puede apreciarse una hermosa colección de 12 lienzos alusivos también a la vida de Santa Rosa de Lima, de autor desconocido. Tienen una marcada influencia de la escuela de Murillo y están adornados con marcos cajamarquinos.
Esta capilla fue construida en 1915, siendo Guardián el P. Policarpo Bengoechea, y decorada en 1920 por el arquitecto austríaco Christian Runzer (el mismo que diseño la Catedral de Huancayo), en cuyo año fueron trasladados del Coro a ella los restos del fundador del Convento.

### Claustro del Olivo

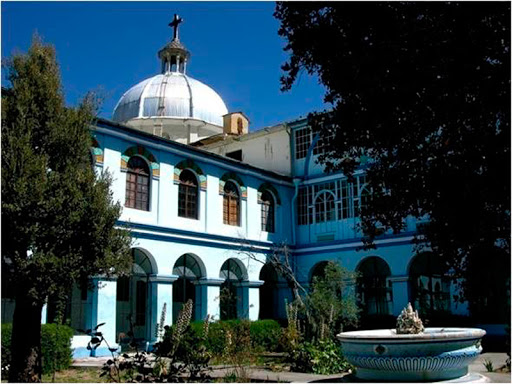
El Claustro del Olivo, con la vista de la cúpula al fondo.

Es el segundo claustro del convento, llamado así porque en su jardín se conserva hasta ahora un retoño del olivo que plantara el fundador del Convento hace más de 270 años. En sus corredores hay una extensa colección de 29 cuadros antiguos de la escuela cuzqueña sobre la vida de San Francisco de Asís. En uno de ellos se lee lo siguiente: "Estos cuatro lienzos se pintaron en la ciudad del Cusco, en el año 1763, y lo hizo con su notoria habilidad el pincel del Maestro Don Ygnacio Chacón". Son parecidos, pero de menor tamaño y calidad inferior, a los existentes en el Convento de San Francisco del Cusco. Fueron mandados a pintar para Ocopa durante la Guardianía del P. Manuel Becerril, entre 1761 y 1763.
Este claustro fue comenzado en 1915, siendo Superior el P. Policarpo Bengoechea, y decorado en 1921 por el Maestro Catalino Mártinez, quien ejecutó la pileta central.

### Claustro del Padre Pío
Antes de acabar el recorrido del claustro del Olivo, se le muestra al visitante el acogedor claustro del Padre Pío, de construcción más reciente, pues se inauguró en 1959, quedando exactamente detrás de la Iglesia, como protegiéndola y abrazándola.
Es llamado así porque en el centro del patio se levanta una estatua del Venerable P. Pío Sarobe (1855 - 1910), morador y Guardián de Ocopa. Fue en vida un virtuoso religioso y murió con fama de santo en Huancayo, habiéndose enfermado predicando la cuaresma en el pueblo de San Jerónimo de Tunán. Es muy venerado en esta región y continuamente es visitada su tumba, ubicada a la entrada de la Iglesia.
En el jardín de este claustro pueden apreciarse algunas plantas típicas serranas, como la cantuta, la flor sagrada de los Incas, de varios colores.
Vistos los claustros de la planta baja, se sube al segundo piso del Claustro de la Portería, donde se podrán contemplar más obras de arte, y sobre todo, la pinacoteca, su famosa biblioteca y el museo misional. El llamado Claustro de los Estudiantes, por haber funcionado en él, un Seminario Franciscano hasta 1972, es similar a los otros y su construcción data de 1930. Cuenta con las habitaciones y oficinas correspondientes y una regular extensión para juegos. Se presta y se emplea como lugar ideal para realizar retiros espirituales.

### Claustro de la Obrería

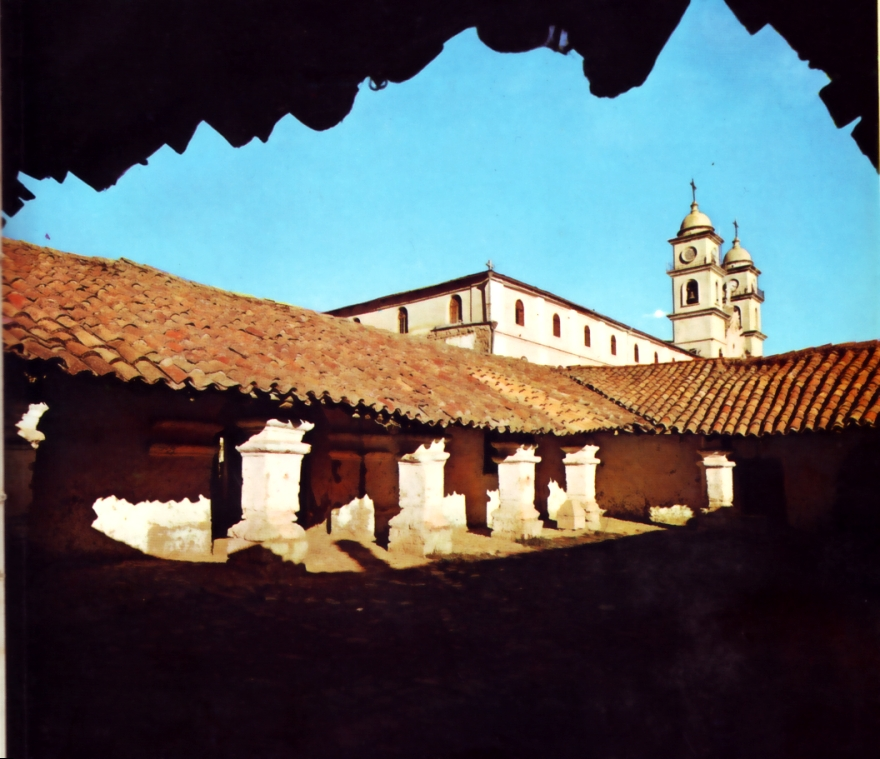
Claustros, pilastras y tejados del antiguo convento; en la parte superior aparece la moderna construcción, y al fondo las torres de la iglesia.

Se acaba el recorrido del Convento con un recuerdo del pasado, visitando lo que fue la primitiva y provisional construcción del convento de Ocopa. De sugestivo valor histórico y simbólico para todo el que lo visita, pero sobre todo para los religiosos del convento, sirve para cerrar con broche de oro el largo recorrido por sus claustros, y para rememorar las heroicas expediciones y grandes penalidades que tuvieron que soportar los misioneros de Ocopa en la selva peruana.
De este primitivo Conventillo de Ocopa escribió así el insigne José de la Riva Agüero, a raíz de su visita al Convento en 1912, gran admirador por otra parte del mismo: "Hay rincones del Convento que evocan fielmente la humildad conmovedora de su mendicante instituto y los paupérrimos comienzos de esta comunidad. Un claustrillo estrecho, que, según creo, designan con el muy castizo nombre de La Obrería, se conserva intacto como lo edificó Fray Francisco de San José, a principios del siglo XVIII: con rechonchas pilastras en vez de arcadas, corredores, hondos y lóbregos, piso central de piedras toscas, sin jardín ni viviendas altas, y techado con tejas de un color granate sombrío, cárdeno, que avanzan en fuerte declive, achatando aún más la rústica severidad del recinto" (Cf. Paisajes peruanos, Lima, 1955, 169).
Una tosca y antigua estatua, obra del Maestro Catalino Martínez, colocada en 1970 en el centro del claustrillo, recuerda al fundador del Convento, quien lo edificó hace más de dos siglos y medio, ayudado de tres hermanos legos, que hicieron de arquitectos y peones. Entre 1984 y 1985 se llevó a cabo la primera etapa de restauración a cargo de CORDE - JUNÍN.

## La iglesia
La actual Iglesia, de estilo neoclásico renacentista, tiene poco de parecido con la primitiva, que fue levantada por los primeros compañeros del fundador del Convento (1730), toda de piedra espuma, con techo artesonado de cedro dorado y hermosos altares de estilo barroco, obra de artífices ayacuchanos. Con razón fue grandemente alabada por los viajeros del siglo pasado. Así escribía Manuel del Valle al Director del Diario El Nacional de Lima, que visitó Ocopa en enero de 1876: "Quizá - dice - entre todas las iglesias del Perú, ninguna se presenta tan aseada y con un aspecto tan deslumbrador como la de Ocopa. Diez lujosos altares altares condecoran el Templo y rivalizan por su elegante arquitectura y por valiosos dorados" (Cf. Historia de las misiones del Colegio de Propaganda Fide de Santa Rosa de Ocopa, Barcelona, 1883, II, 228).
Pero casi todas estas bellezas fueron destruidas en 1900 por tres incendios consecutivos e intencionados, salvándose únicamente los cuatro retablos laterales de estilo barroco que aún pueden ser apreciados hoy en día. La reconstrucción se llevó a cabo en 1905, sobre los anchos y fuertes muros de piedra espuma, y la misma forma de Cruz Latina de 45 metros de largo por 10 de ancho, siendo guardián el P. Policarpo Bengoechea, bajo la dirección de Fray Vicente Rovira y el decorador italiano Pedro Marcuchi. Consta de dos esbeltas torres y una majestuosa cúpula de estilo renacentista, como toda la Iglesia que tiene doble bóveda de ladrillo. La piedra con la que fue construida se trajo de una cantera del vecino pueblo de Ingenio.

### Descripción del Interior
Al ingresar al templo, nos encontramos con el cancel, tallado en madera de cedro. Nada más ingresar se aprecia la Capilla - Tumba del P. Pío Sarobe, en la que se hallan sus restos desde 1980. Cuenta con 4 retablos de estilo barroco, bañados en pan de oro y abundante estofado, en los cuales se veneran a San Martín de Porres, San Antonio de Padua, San José y Nuestra Señora de Fátima; también se aprecia un altar en forma de gruta (muy similar a la Gruta de Lourdes), con las imágenes de Nuestra Señora de Lourdes y Santa Bernardita. 
En el transepto del lado derecho se encuentra el retablo de Santa Rosa de Lima, junto a otros dos dedicados a los Sagrados Corazones de Jesús y María, todos de estilo neoclásico; y al lado izquierdo se ubica el retablo de la Virgen de Ocopa. El baptisterio está ubicado en el transepto izquierdo, es un salón pequeño, con la pila bautismal tallada en madera y una pintura mural del Bautismo de Jesús; preside el retablo central la imagen de Nuestra Señora del Carmen, en posición sedente con el Niño Jesús en brazos, debajo de ella una representación iconográfica de las almas del purgatorio. El púlpito es de estilo neoclásico, cuenta con una escalera de madera y un tornavoz en forma de cúpula, coronada por un pequeño ángel. 

El Altar Mayor tiene un retablo neoclásico de tres calles en las que se encuentran hornacinas con los principales Santos de la Orden Franciscana, en la calle central se halla una hermosa imagen de la Inmaculada Concepción y sobre ella San Miguel Arcángel; finalmente coronando el retablo una escultura de Dios Padre y el Espíritu Santo. En medio del crucero se levanta la gran cúpula decorada con hermosas pinturas ejecutadas en 1959, rodeada por esculturas de los cuatro evangelistas, empotradas sobre las pechinas. El techo es abovedado de estilo gótico.

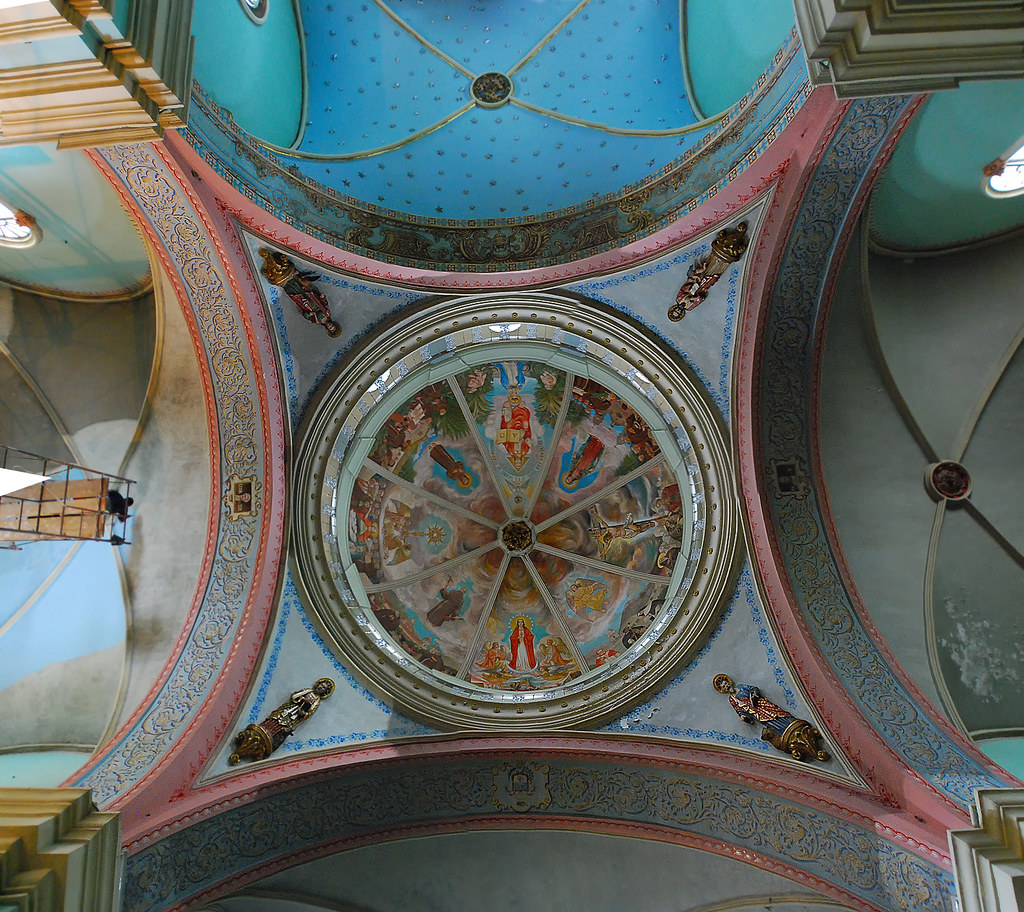
Cúpula del Santuario de Santa Rosa de Ocopa.

### La cúpula
En el centro del crucero se levanta una hermosa cúpula renacentista, decorada en vivos colores con ocho cuadros alegóricos a Cristo, la Santísima Virgen y a la obra misionera de Ocopa. Las pinturas, de estilo moderno, fueron ejecutados por el artista español Juan Cabanas en 1959.

### La cripta
Debajo del Altar Mayor de la Iglesia se encuentra desde antaño la cripta de los religiosos. Entre los más célebres que ahí están sepultados, sobresalen por su celo misionero los nombres de los Padres Alonso Abad, Gabriel Sala, Mons. Irala y Mons. Irazola. El primero que fue sepultado en nicho después de la reconstrucción de la Iglesia en 1905, pues hasta entonces solo lo hacían en el suelo, fue el Ven. Padre Pío Sarobe, muerto en 1910 con fama de santo, por cuyo motivo es muy visitada su tumba. En 1980 sus restos fueron trasladados al interior del templo.

### Descripción del exterior
La fachada es de estilo neoclásico. Consta de una sola puerta, con dos aldabones con rostro de León; sobre ella se encuentra una inscripción con el nombre del templo: "Santuario de Santa Rosa de Ocopa", y el gran rosetón con un pequeño óculo encima de él. Ambos lados del rosetón se encuentran las esculturas de Santa Rosa de Lima y Santa Catalina de Siena, en la cima está una escultura de Cristo Rey sosteniendo una Cruz. Las torres están conformadas por tres cuerpos: En el primero se hallan pequeños balcones, en el segundo las campanas, y en el tercero los relojes; sobre ellos se ven unas pequeñas cúpulas, coronadas por una Cruz cada una. 
El templo tiene una planta de Cruz Latina, todo el techo se encuentra recubierto de calamina para evitar que el agua de las constantes lluvias penetre y debilite la estructura. La cúpula cuenta con un tambor muy simple, la media esfera también está recubierta de calamina (al igual que los Templos de Jauja, Sincos y Mito), con una linterna en forma de una glorieta y una gran Cruz de piedra sobre ella.

## Coro de la iglesia

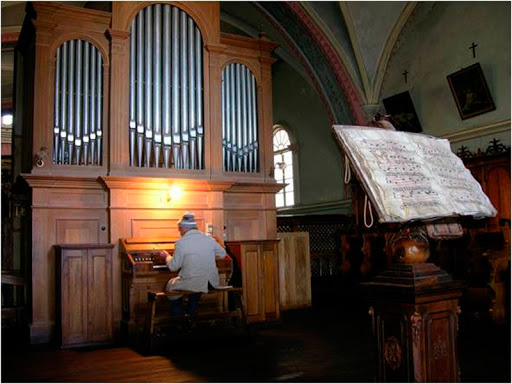
Coro del Templo, con el imponente órgano alemán y el facistol tallado en madera.

Saliendo del Museo, a la derecha, se sube por una amplia escalera al coro de la Iglesia, que también fue incendiado en 1900, siendo por lo tanto enteramente moderno. La sillería coral, de madera de cedro es muy sencilla y sin mayor trabajo artístico, pero labrada con gusto y armoniosa severidad. Fue trabajada a comienzos de este siglo por el Hno. Fray Pascual Vega, hábil carpintero, así como el admirado facistol en forma de águila y el púlpito de la Iglesia. El Coro está adornado con una colección de 14 cuadros con las escenas del Vía crucis, obra del P. Antonio Gravalosa, religioso de Ocopa que murió a mediados el siglo pasado. 
En el mismo coro, como presidiéndole se venera una bella escultura de la Virgen, tallada en madera de maguey y policromada. No pesa por ello casi nada y es obra muy antigua. La Virgen Misionera, que así era llamada por los antiguos Padres del convento, era llevada siempre que hacían misiones en los pueblos.
Pero lo que más impresiona al visitante es el imponente Órgano, de fabricación alemana y de gran sonoridad. Fue traído en 1905, después del incendio de la Iglesia, pues el anterior también se quemó.

## La pinacoteca

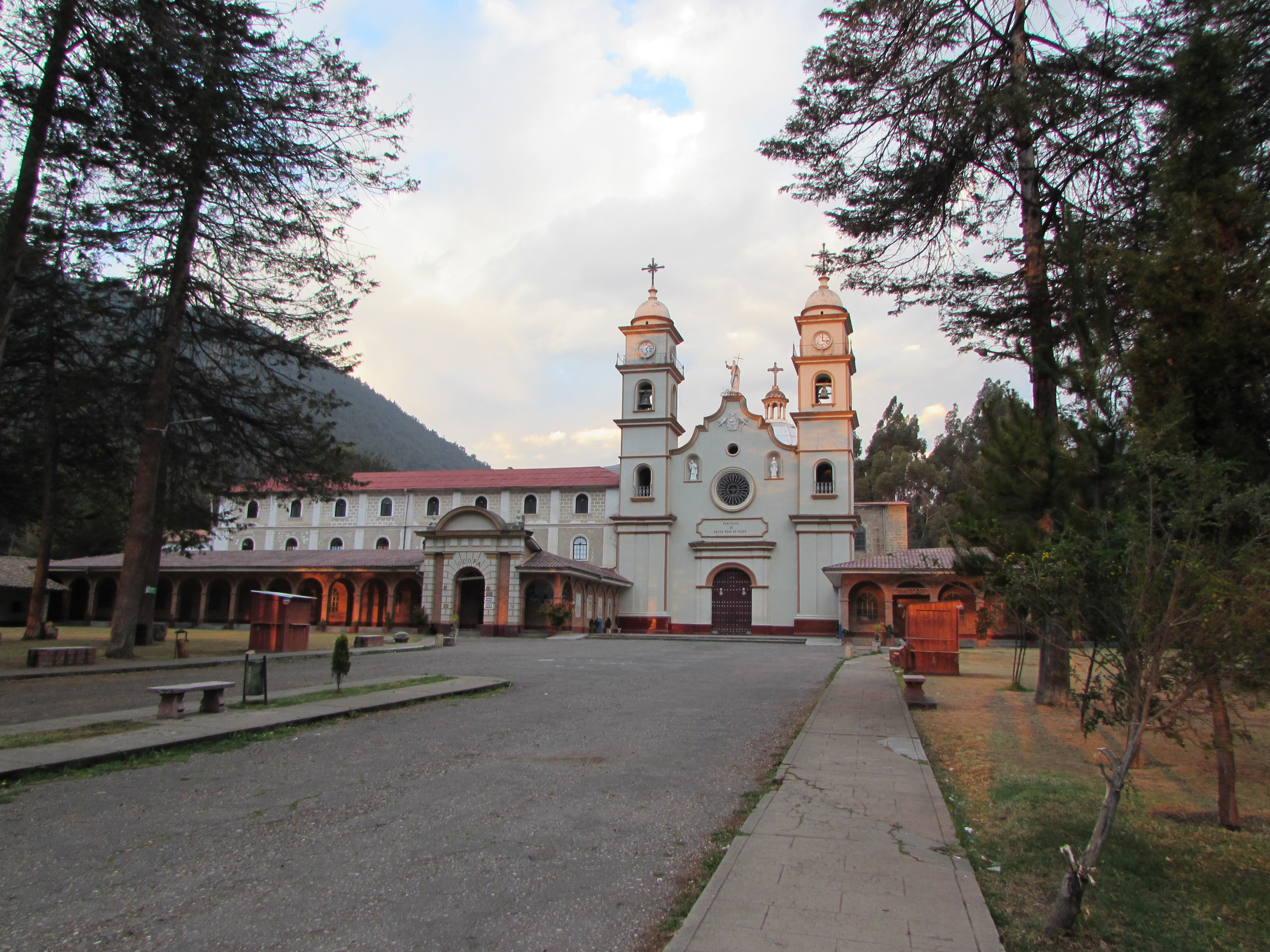
Vista del Convento, en la que se aprecia la Iglesia y parte exterior del Claustro de la Portería.

Es numerosa la serie de obras de arte, especialmente pictóricas, distribuidas en las distintas dependencias del Convento. Pero es a lo largo de los corredores de este segundo piso, donde se reúne el conjunto más importante. Todas estas obras de arte - como es común en todos los Conventos - no tenían por objeto el formar propiamente un museo de arte, sino que respondían más bien a un deseo ornamental y para edificación espiritual de los religiosos. El valor de las pinturas es también desigual, y junto a varias obras singulares y de primera categoría, figuran otras de dudoso valor.
No faltan tampoco obras ejecutadas por los mismos religiosos del Convento, como oportunamente indicaremos. Con todo, la mayoría de los cuadros del Convento son indudablemente de origen colonial, especialmente de la escuela cuzqueña. Todos ellos figuran desde antaño en el Convento y sin duda han sido donados al mismo en diferentes épocas. Gracias al afán de los religiosos por conservar estas maravillosas obras de arte, es que podemos hoy en día contemplarlas y admirarlas. En general, todas estas obras están en un magnífico estado de conservación.
La primera serie de cuadros que se aprecian en esta sala es una colección de 15 lienzos que representan a los Reyes de Judá, notables por la diversidad de tipos y la viveza del colorido. Se deben al pincel de Vicente Pazmiño, pintados en Quito (Ecuador) en 1847.
En este mismo piso hay otra gran colección de cuadros de mayores proporciones que los anteriores, y nos muestran las figuras de varios santos fundadores de Órdenes Religiosas. Parecen ser copias tardías, posiblemente del siglo XVIII. Pero además de estas colecciones que adornan los corredores de este piso, últimamente (1970) se acondicionó un pequeño salón para los mejores cuadros del Convento. Está amueblada con sillones llamados fraileros y unos baúles o petacas; tanto unos como los otros son de factura colonial y están trabajados en cuero repujado. 

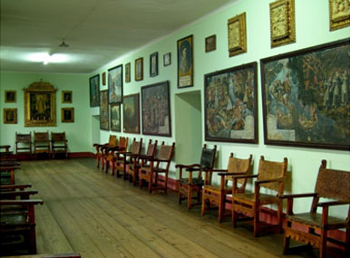
Pinacoteca del Convento, en el que se conservan gran variedad de obras de arte pictóricas.

Lo más valioso de la pinacoteca son varios cuadros de la escuela cuzqueña, con hermosos marcos dorados; todos de autores anónimos. De estos, llama la atención uno que está a la entrada, que representa a Nuestra Señora del Rosario con Santo Domingo y Santa Catalina, por la gran profusión del estofado. Encima de la puerta hay otro más pequeño, con los Misterios del Santo Rosario, con marco de plata. Igualmente destaca una valiosa colección de 15 hermosos lienzos, con las Escenas de la Pasión de Cristo. Se distinguen por la viveza de sus colores, la abundancia de detalles y sus preciosos marcos dorados. Son también de pintor desconocido, posiblemente del siglo XVII, con una marcada influencia de grabados holandeses, pues en la Biblioteca del Convento existen láminas muy similares a estos cuadros, lo que nos indica que han servido de modelos. Lo mismo puede decirse de la estupenda colección de 12 cuadros pintados sobre láminas de cobre, también de indudable influencia de la escuela flamenca y de autor desconocido con Escenas de la Pasión de Cristo, que lamentablemente fueron robados.
Son preciosos igualmente los cuatro cuadros tallados en piedra de Huamanga, con algunos pasajes de la Vida de la Virgen.   Al fondo de la Pinacoteca se ve otro valioso lienzo de Nuestra Señora del Carmen, de regulares proporciones, también con marco dorado y abundante estofado. Es sin duda de la escuela cuzqueña y de los mejores del Convento. Haciéndole honor, se aprecian cuatro pequeñas obras de arte, a los lados de él. Los dos cuadros de arriba están pintados sobre madera, y los dos de abajo parecen más valiosos aún, pues posiblemente son de la escuela de Murillo. Esto es lo principal de la pinacoteca aunque aún se pueden apreciar otros lienzos de menor calidad.
En este mismo piso se ha acondicionado (1972) una pequeña sala, donde está expuesta una variada colección de acuarelas originales del P. Lorenzo Pelossi, con motivos misionales. Está adornada la sala con una antigua muestra de cerámica peruana de distintas culturas preincas.
Dando la vuelta a este mismo corredor - y a la salida del Museo - se exhiben unas copias de pintores clásicos: Ribera, Murillo, Velásquez, El Greco, Tiziano, Rubens y Coello; todas ellas estupendamente realizadas en el Museo del Prado (Madrid) por el mismo P. Lorenzo Pelossi en 1959.

## La biblioteca
Antes de ingresar a la Biblioteca, en le escalera que da al segundo piso, llama la atención una talla del Santo Cristo de las Ánimas, de grandes proporciones y tallado en madera. Es obra del siglo XVIII, y desde antiguo hasta hace pocos años se veneraba en el actual retablo de la Virgen de Ocopa. Como obra de arte es muy apreciado por los visitantes.
Enseguida se pasa a la Biblioteca. No hay noticias seguras del despojo de la antigua, pero es muy probable que durante los años que estuvo suprimido el Convento de Ocopa (1824 - 1836), por un decreto de Bolívar, se extraviaran algunos de sus volúmenes. Lo cierto es que su valioso Archivo fue a Lima por orden del Gobierno de ese entonces, quedando disperso en distintas reparticiones oficiales. 
A pesar de ello es una respetable Biblioteca, sin duda alguna la mejor del centro del país, conservándose en ella obras e gran valor histórico y bibliográfico. Sobre todo, teniendo en cuenta lo apartado que se encontraba antiguamente el Convento de las vías de comunicación. El local es relativamente moderno, pues se hizo en 1944, siendo Guardián el P. José María Mazzini, con el consejo del P. Ángel Arnaíz y demás religiosos de entonces. La estantería, sólida y sencilla, heccha con madera de la Montaña, es obra absolutamente conventual, ejecutada por Fray José María Agúero.
Contiene los mejores y más valiosos libros que se editaron en latín y castellano en los siglos XVI, XVII y XVIII; no solamente obras de religión y teología, que es lo más, sino también obras de historia, geografía, filosofía, ciencias naturales, medicina, literatura y lingüística. Guarda varios incunables europeos y limeños, así como ediciones príncipes, aldinas y plantinianas, muy apreciadas por los bibliógrafos. La Biblioteca se fue formando desde la misma fundación del Convento, esto es, desde hace más de dos siglos y medio, pues hay libros que pertenecen al fundador y a sus primeros compañeros.
Se incrementó luego con libros repetidos del Convento de San Francisco de Lima y con muchos traídos por los religiosos cuando venían de España y con importantes colecciones conseguidas en diversas épocas por la Comunidad. También ha sido favorecida con numerosas y valiosas donaciones, como la del insigne benefactor de Ocopa, el Sr. Waldemar Schroeder y Mendoza, que en total ha obsequiado unos 2000 volúmenes, por intermedio y afecto al P. Odorico Sáiz. Conviene anotar que gracias al clima seco de Ocopa, no hay polilla ni humedad, y que, por lo mismo, esos libros de siglos atrás, se conservan como recién salidos de la imprenta.
No podemos dar aquí ni una somera lista de los libros más valiosos, baste decir que el más antiguo, la Summa Angélica de Fray Ángel Clavasio, es de 1490; que posee el segundo libro impreso en el Perú, titulado Tercer Catecismo, impreso en Lima en 1585, en quechua, aymará y castellano. Posee igualmente la segunda edición de las Crónicas de Cieza de León y del Inca Garcilaso de la Vega. Estos y otros curiosos ejemplares pueden apreciarse hoy en día en una vitrina central, así como los Libros Corales, de gran tamaño y hechos en pergamino; fueron confeccionados en 1763 en el mismo convento por el P. Francisco Javier Llaguno. Conserva también la Biblioteca algunos manuscritos.
Cuenta la Biblioteca con una vistosa Sala de Lectura, en cuyas vitrinas se guardan algunas obras muy valiosas. Esta sala está adornada con unas ingenuas pinturas referentes al martirio de los misioneros en la selva, pintadas en el siglo XVIII, a raíz de los mismos acontecimientos. Sobre el significado de estos cuadros escribió Don José de la Riva Agüero: "Estos recuerdos de la sangre vertida en las selvas constituyen efectivamente las ejecutorias de nobleza del monasterio y los mejores timbres de su historia" (Cd. Paisajes peruanos, Lima, 1955, 165). Igualmente pueden apreciarse aquí dos pinturas de fines del siglo pasado, ejecutadas por el gran explorador y artista P. Gabriel Sala.
En esta misma sala se exhiben dos mapas en alemán: uno del P. Manuel Sobreviela, misionero de Ocopa, que fue el primer mapa grabado en el Perú y salió en el antiguo Mercurio Peruano de 1791, después editado en alemán en 1814; el otro comprende la Audiencia de Lima, editado también en 1814 en Weimar, pocos años antes de la Independencia del Perú. Esto es algo de lo mucho y valioso que contiene la famosa Biblioteca de Ocopa, que - por demás esta decirlo - es continuamente visitada por turistas y estudiosos: pues - y es otro de los méritos de esta Biblioteca - se da servicio diario en ella de consulta a universitarios e investigadores. Siendo, en fin, en palabras del ilustre Raúl Porras Barrenechea, "una biblioteca de insigne sabiduría".

## Museo misional
Desde el siglo XVIII hubo entre los misioneros de Ocopa tendencia a reunir colecciones representativas de los tres reinos de la naturaleza y de las tribus que poblaban las tierras que iban evangelizando. Un ejemplo de ello lo tenemos en el P. Francisco Álvarez de Villanueva. Pero fue con motivo de la gran Exposición Mundial Vaticana de 1925 que el Museo de Ocopa tomó forma, completado con una buena sección histórica y bibliográfica de la obra misional en la selva peruana, y todo ello fue llevado a Roma, donde se quedó como Exposición permanente de las misiones franciscanas en el Perú. Varios misioneros trabajaron intensamente para formarle, pero quien se llevó el mayor trabajo fue el P. Manuel Navarro, "que era todo un naturalista".
En 1930, monseñor Francisco Irazola, vicario apostólico de Ucayali, comenzó en Ocopa pacientemente la formación del segundo museo. Trabajo de años, de afanes y de gastos. Mejorado y acondicionado notablemente, sirvió de brillante marco a la Sección Franciscana de la Exposición Amazónica de Lima en 1943. Actualmente se exhibe en el segundo piso del Claustro de la Portería. En 1970 se le trasladó a un lugar más amplio y mejor iluminado.

## El cerro Jerusalén
Otro atractivo turístico es el Cerro Jerusalén, ubicado al norte de la entrada principal del convento. Para las fechas de Semana Santa se acostumbra meditar las estaciones del Vía Crucis, partiendo desde la Primera Cruz, localizada en la entrada de la Iglesia y extendiéndose hasta la cima del Cerro, rodeado de eucaliptos, en la que se encuentra una gran Cruz Blanca, que simboliza la última estación. 